# デスティニー・フッカー
デスティニー・ダンテ・フッカー（Destinee Dante Hooker, 1987年9月7日 - ）は、アメリカ合衆国の女子バレーボール選手、ドイツのフランクフルト出身。アメリカ代表。

## 来歴
元々ハイジャンプで全米4位の経歴があるが、高校1年のときにバレーボールと出会う。
ナショナルチームではフォルケ・アキンラデウォと共に世界最高峰の最高到達点を誇り2010世界バレーから一躍注目を浴びる。アキンラデウォと2人で跳ぶブロックは世界トップクラスで綺麗に揃うと打ち抜くのは難しい。
2011年8月のワールドグランプリでは2連覇に大きく貢献し、MVPに輝いた。ワールドカップにおいてベストスパイカー賞受賞。
2012年、ロンドンオリンピックにおいてもベストスパイカー賞を受賞した。ロンドンオリンピック後に結婚し、2013年12月に長女を出産した。
2014-15シーズンは、韓国VリーグのIBK企業銀行アルトスと契約した。

## 球歴
- 2010年8月 - ワールドグランプリ 優勝
- 2010年11月 - 世界選手権（4位）
- 2011年8月 - ワールドグランプリ 優勝、MVP
- 2011年11月 - ワールドカップ （銀メダル）
- 2012年7月 - ワールドグランプリ 優勝
- 2012年8月 - ロンドンオリンピック （銀メダル）

## 所属クラブ
- テキサス大学（2006-2010年）
- Pinkin Corozal（2009-2010年）
- GSカルテックス（2009-2010年）
- スカボリーニ・ペーザロ（2010-2011年）
- ソリーズ・オザスコ（2011-2012年）
- ディナモ・クラスノダール（2012-2013年）
- Criollas de Caguas（英語版）（2014年）
- IBK企業銀行アルトス（2014-2015年）
- ジェルダウ・ミナス（2016-2018年）
- オザスコ（2018-2019年）
- 渤海銀行天津（2019-2020年）
- San Juaneras de la Capital（2020-2021年）